# テレク川
テレク川（テレクがわ、ロシア語でТерек;Terek, グルジア語でთერგი;Tergi ）は、北コーカサス地方を流れる全長623kmの川である。ジョージアとロシア連邦を流れカスピ海に注ぐ。

## 歴史
1262年、ジョチ・ウルスのベルケがイルハン国のフレグを破ったベルケ・フレグ戦争が起こった。
1395年、ティムール朝のティムールがジョチ・ウルスのトクタミシュを破ったテレク川の戦い（トクタミシュ・ティムール戦争の戦闘のひとつ）が起こった。

## 地理
ジョージア北部のカズベク山に発し、北オセチア共和国のウラジカフカスを北に流れ、カバルダ・バルカル共和国に入る。そこから東に向きをかえ、チェチェン共和国、ダゲスタン共和国を流れ、標高マイナス28m地点でカスピ海に注ぐ。河口では100kmほどの幅の三角州を形成する。
主な支流はマルカ川とスンジャ川がある。春・夏に増水し、7月から8月にかけて水量が最高になる。
流域の主な都市にウラジカフカス、ベスラン（北オセチア共和国）、マイスキイ（カバルダ・バルカル共和国）、モズドク（北オセチア共和国）、キズリャル（ダゲスタン共和国）がある。

## 支流
- アードン川